# Jerker Rosén
Jerker Ingmar Rosén, född 6 maj 1909 i Genarps församling, Malmöhus län, död 22 mars 1976 i Lund, var en svensk historiker.

## Biografi
Rosén, som var son till folkskollärare Nils Rosén och Bengta Persson, blev filosofie kandidat vid Lunds universitet 1932, filosofie magister 1933, filosofie licentiat 1936, filosofie doktor 1939 och docent i historia där samma år. Han var forskarstipendiat 1947–1952 samt professor vid Uppsala universitet 1953–1954 och professor vid Lunds universitet 1954–1975. 
Rosén var styrelseledamot i Svenska institutet i Rom från 1963 och inspektor för Smålands nation i Lund 1960–1970. Han invaldes som ledamot av Kungliga Humanistiska Vetenskapssamfundet i Lund 1947, Kungliga Samfundet för utgivande av handskrifter rörande Skandinaviens historia 1951, Vetenskapssocieteten i Lund 1955 (preses 1964), Kungliga Vitterhets Historie och Antikvitets Akademien 1965 och av Det kongelige danske Selskab for Fædrelandets Historie 1964.
Sin forskning ägnade Rosén främst åt medeltidens nordiska och stormaktstidens svenska historia. Han var en av huvudförfattarna av Den svenska historien (1–10, 1966–1968, ny upplaga 1977). 
Rosén ligger begraven på Norra kyrkogården i Lund.

## Tryckta skrifter (urval)
Fullständig förteckning av Anders Grönvall, "Jerker Roséns tryckta skrifter. Bibliografi" tryckt i Historia och samhälle 1975, s. 305-309.
- Striden mellan Birger Magnusson och hans bröder (1939)
- Kronoavsöndringar under äldre medeltid (1949)
- Från Sveriges stormaktstid (1966)
- Lunds universitets historia 1: 1668-1709 (1968)
- Svensk historia 1: Tiden före 1718 (1:a uppl. 1962; 3:e uppl. 1969)
- Den svenska historien (del 1-10, 1966-69).